# Hoa hậu Việt Nam 2016

Logo cuộc thi năm nay.

Hoa hậu Việt Nam 2016 là cuộc thi Hoa hậu Việt Nam lần thứ 15 do báo Tiền Phong phối hợp cùng công ty Sen Vàng tổ chức, với chủ đề "Hòn ngọc Viễn Đông". Đêm chung kết diễn ra vào ngày 28 tháng 8 năm 2016 tại Nhà thi đấu Phú Thọ, Thành phố Hồ Chí Minh, Hoa hậu Việt Nam 2014 - Nguyễn Cao Kỳ Duyên đến từ Nam Định đã không thể trao lại vương miện cho người kế nhiệm là Đỗ Mỹ Linh đến từ Hà Nội. Cô được trao vương miện bởi Trưởng Ban tổ chức, Tổng biên tập Báo Tiền Phong Lê Xuân Sơn.

## Các danh hiệu  phụ

### Người đẹp Nhân ái
Cuộc thi Hoa hậu Việt Nam lần thứ 15 này là lần đầu tiên các đêm thi chung khảo khu vực được truyền hình trực tiếp trên VTV. Cuộc thi có tổng giá trị giải thưởng gần 2 tỷ đồng với sự có mặt của ca sĩ nổi tiếng Hàn Quốc Bi Rain. Danh hiệu Người đẹp Nhân ái là nét mới trong cuộc thi năm nay, các thí sinh phải tham gia các dự án từ thiện của riêng mình trong quá trình dự thi thay vì làm cùng với thành phần ban tổ chức như các kỳ thi trước. Theo đó, mỗi thí sinh tự xây dựng chương trình từ thiện có giá trị sử dụng lâu dài như: dự án sửa chữa cầu, trường học, cấp nước, đào giếng, xây dựng khu vui chơi cho trẻ em... hay trao học bổng cho các học sinh có hoàn cảnh khó khăn.
Ban tổ chức sẽ trao cho các thí sinh của vòng chung kết toàn quốc, mỗi người khoảng 100 triệu đồng (tùy từng dự án) để thực hiện các kế hoạch của mình. Thí sinh nào tạo dựng được những dự án tốt nhất, có ý nghĩa nhất sẽ được trao tặng danh hiệu Người đẹp Nhân ái.
Phần thi Người đẹp Nhân ái được biên tập thành chương trình truyền hình thực tế, phát sóng lúc 20 giờ tối chủ nhật hàng tuần trên kênh VTV9, bắt đầu từ ngày 26 tháng 6 đến 21 tháng 8. Thí sinh chiến thắng phần thi Người đẹp Nhân ái sẽ được vào thẳng Top 5 cuộc thi.
 Thời gian
Vòng chung khảo phía Nam: từ 27 tháng 5 năm 2016 đến 26 tháng 6 năm 2016 tại Thành phố Hồ Chí Minh, đêm chung khảo diễn ra ở Nhà hát Hòa Bình, Quận 10 vào ngày 12 tháng 6, truyền hình trực tiếp trên kênh VTV9.
Vòng chung khảo phía Bắc: từ 30 tháng 6 năm 2016 đến 21 tháng 8 năm 2016 tại Hà Nội, đêm chung khảo diễn ra ở Sân khấu Nhạc nước, Tuần Châu, Hạ Long, Quảng Ninh vào ngày 17 tháng 7, truyền hình trực tiếp trên kênh VTV9.
Vòng chung kết: từ 21 tháng 8 năm 2016 đến 28 tháng 8 năm 2016 tại Nhà thi đấu Phú Thọ, Quận 11, Thành phố Hồ Chí Minh.

### Người đẹp Truyền thông
Bên cạnh đó, cuộc thi năm nay có danh hiệu Người đẹp Truyền thông dành cho thí sinh nào quảng bá được nét đẹp của quê hương mình.

## Kết quả

### Các vị trí
| Kết quả                                         | Thí sinh | Vị trí Quốc tế                   |
| Hoa hậu Việt Nam 2016 (Miss World Vietnam 2017) | - 145 – Đỗ Mỹ Linh | - Top 40 – Hoa hậu Thế giới 2017 |
| Á hậu 1                                         | - 246 – Ngô Thanh Thanh Tú                                                                                              |                                  |
| Á hậu 2 (Miss International Vietnam 2017)       | - 015 – Huỳnh Thị Thùy Dung                                                                                             | - Tham dự – Hoa hậu Quốc tế 2017 |
| Top 5                                           | - 094 – Đào Thị Hà - 239 – Phạm Thủy Tiên                                                                               |                                  |
| Top 10                                          | - 118 – Nguyễn Thùy Linh - 151 – Sái Thị Hương Ly - 193 – Trần Tố Như - 268 – Phùng Bảo Ngọc Vân - 293 – Bùi Nữ Kiều Vỹ |                                  |

### Thứ tự công bố
| 1. Sái Thị Hương Ly 2. Huỳnh Thị Thùy Dung 3. Bùi Nữ Kiều Vỹ 4. Đỗ Mỹ Linh 5. Nguyễn Thùy Linh 6. Phùng Bảo Ngọc Vân 7. Trần Tố Như 8. Đào Thị Hà 9. Phạm Thủy Tiên 10. Ngô Thanh Thanh Tú | 1. Phạm Thủy Tiên 2. Đỗ Mỹ Linh 3. Đào Thị Hà 4. Huỳnh Thị Thùy Dung 5. Ngô Thanh Thanh Tú |

## Các giải thưởng phụ
| Giải phụ                      | Thí sinh                     |
| ----------------------------- | ---------------------------- |
| Người đẹp Nhân ái             | - 239 - Phạm Thủy Tiên       |
| Người đẹp Truyền thông        | - 268 - Phùng Bảo Ngọc Vân   |
| Người đẹp có gương mặt khả ái | - 193 - Trần Tố Như          |
| Trang phục dạ hội đẹp nhất    | - 104 - Trần Thị Thu Hiền    |
| Người đẹp có làn da đẹp nhất  | - 151 - Sái Thị Hương Ly     |
| Người đẹp Biển                | - 094 - Đào Thị Hà           |
| Người đẹp Tài năng            | - 015 - Huỳnh Thị Thùy Dung  |
| Người đẹp có mái tóc đẹp nhất | - 128 - Hoàng Thị Quỳnh Loan |
| Người đẹp Áo dài              | - 293 - Bùi Nữ Kiều Vỹ       |

## Các thí sinh

### Top 36 thí sinh chung kết
Sẽ có 18 thí sinh từ vòng Chung khảo phía Bắc và 18 thí sinh từ vòng Chung khảo phía Nam được chọn tham gia vòng chung kết:
| STT | SBD | Họ tên                 | Năm sinh | Chiều cao               | Quê quán              | Ghi chú                                      |
| --- | --- | ---------------------- | -------- | ----------------------- | --------------------- | -------------------------------------------- |
| 1   | 068 | Vũ Thị Vân Anh         | 1994     | 1,70 m (5 ft 7 in)      | Quảng Ninh            |                                              |
| 2   | 015 | Huỳnh Thị Thùy Dung    | 1996     | 1,71 m (5 ft 7+1⁄2 in)  | Thành phố Hồ Chí Minh | Á hậu 2 Người đẹp tài năng                   |
| 3   | 036 | Nguyễn Huỳnh Kim Duyên | 1995     | 1,72 m (5 ft 7+1⁄2 in)  | Cần Thơ               |                                              |
| 4   | 094 | Đào Thị Hà             | 1997     | 1,74 m (5 ft 8+1⁄2 in)  | Nghệ An               | Top 5 Người đẹp biển                         |
| 5   | 104 | Trần Thị Thu Hiền      | 1996     | 1,68 m (5 ft 6 in)      | Lâm Đồng              | Trang phục dạ hội đẹp nhất                   |
| 6   | 132 | Phùng Lan Hương        | 1993     | 1,71 m (5 ft 7+1⁄2 in)  | Hà Nội                |                                              |
| 7   | 145 | Đỗ Mỹ Linh             | 1996     | 1,71 m (5 ft 7+1⁄2 in)  | Hà Nội                | Hoa hậu Việt Nam 2016                        |
| 8   | 139 | Nguyễn Hương Mỹ Linh   | 1997     | 1,75 m (5 ft 9 in)      | Hà Nội                |                                              |
| 9   | 118 | Nguyễn Thùy Linh       | 1995     | 1,72 m (5 ft 7+1⁄2 in)  | Đồng Nai              | Top 10                                       |
| 10  | 128 | Hoàng Thị Quỳnh Loan   | 1997     | 1,71 m (5 ft 7+1⁄2 in)  | Thừa Thiên Huế        | Người đẹp mái tóc                            |
| 11  | 151 | Sái Thị Hương Ly       | 1994     | 1,69 m (5 ft 6+1⁄2 in)  | Hà Nội                | Top 10 Người đẹp có làn da đẹp nhất          |
| 12  | 179 | Nguyễn Bảo Ngọc        | 1998     | 1,65 m (5 ft 5 in)      | Hà Nội                |                                              |
| 13  | 188 | Nguyễn Cát Nhiên       | 1995     | 1,72 m (5 ft 7+1⁄2 in)  | Đồng Nai              |                                              |
| 14  | 193 | Trần Tố Như            | 1997     | 1,72 m (5 ft 7+1⁄2 in)  | Thái Nguyên           | Top 10 Người đẹp có gương mặt khả ái         |
| 15  | 155 | H'Ăng Niê              | 1992     | 1,71 m (5 ft 7+1⁄2 in)  | Đắk Lắk               |                                              |
| 16  | 170 | Phan Thị Hồng Phúc     | 1996     | 1,68 m (5 ft 6 in)      | Tiền Giang            |                                              |
| 17  | 236 | Phan Thu Phương        | 1995     | 1,70 m (5 ft 7 in)      | Hà Nội                |                                              |
| 18  | 196 | Nguyễn Thị Thành       | 1996     | 1,71 m (5 ft 7+1⁄2 in)  | Bắc Ninh              | Bị loại do vi phạm quy chế                   |
| 19  | 206 | Hoàng Thị Phương Thảo  | 1994     | 1,68 m (5 ft 6 in)      | Thành phố Hồ Chí Minh |                                              |
| 20  | 299 | Trần Thị Phương Thảo   | 1994     | 1,70 m (5 ft 7 in)      | Thành phố Hồ Chí Minh |                                              |
| 21  | 226 | Lục Thị Thu Thảo       | 1997     | 1,72 m (5 ft 7+1⁄2 in)  | Bình Dương            |                                              |
| 22  | 218 | Trần Ngô Thu Thảo      | 1994     | 1,69 m (5 ft 6+1⁄2 in)  | Tiền Giang            | Rút lui trước đêm chung kết vì lý do cá nhân |
| 23  | 242 | Nguyễn Thị Như Thủy    | 1998     | 1,73 m (5 ft 8 in)      | Đà Nẵng               | Rút lui trước đêm chung kết vì lý do cá nhân |
| 24  | 234 | Trần Thị Thủy          | 1994     | 1,70 m (5 ft 7 in)      | Đắk Nông              |                                              |
| 25  | 239 | Phạm Thủy Tiên         | 1997     | 1,79 m (5 ft 10+1⁄2 in) | Hà Nội                | Top 5 Người đẹp Nhân ái                      |
| 26  | 280 | Lê Trần Ngọc Trân      | 1995     | 1,68 m (5 ft 6 in)      | Huế                   | Rút lui trước đêm chung kết vì lý do cá nhân |
| 27  | 276 | Nguyễn Vũ Hoài Trang   | 1995     | 1,70 m (5 ft 7 in)      | Thành phố Hồ Chí Minh |                                              |
| 28  | 286 | Trần Huyền Trang       | 1996     | 1,66 m (5 ft 5+1⁄2 in)  | Quảng Ninh            |                                              |
| 29  | 296 | Trịnh Phương Trang     | 1994     | 1,67 m (5 ft 5+1⁄2 in)  | Hà Nội                |                                              |
| 30  | 255 | Trần Thị Thùy Trang    | 1997     | 1,80 m (5 ft 11 in)     | Huế                   |                                              |
| 31  | 246 | Ngô Thanh Thanh Tú     | 1994     | 1,80 m (5 ft 11 in)     | Hà Nội                | Á hậu 1                                      |
| 32  | 323 | Nguyễn Thị Ngọc Vân    | 1994     | 1,69 m (5 ft 6+1⁄2 in)  | Hải Phòng             | Bị loại do vi phạm quy chế                   |
| 33  | 268 | Phùng Bảo Ngọc Vân     | 1997     | 1,72 m (5 ft 7+1⁄2 in)  | Hà Nội                | Top 10 Người đẹp truyền thông                |
| 34  | 289 | Phạm Châu Tường Vi     | 1996     | 1,73 m (5 ft 8 in)      | Kiên Giang            | Rút lui trước đêm chung kết vì lý do cá nhân |
| 35  | 290 | Huỳnh Thúy Vi          | 1993     | 1,65 m (5 ft 5 in)      | Cần Thơ               |                                              |
| 36  | 293 | Bùi Nữ Kiều Vỹ         | 1994     | 1,71 m (5 ft 7+1⁄2 in)  | Quảng Nam             | Top 10 Người đẹp áo dài                      |

### Top 32 thí sinh chung khảo phía Bắc
| STT | SBD | Họ tên                | Năm sinh | Chiều cao              | Quê quán   | Ghi chú |
| --- | --- | --------------------- | -------- | ---------------------- | ---------- | ------- |
| 1   | 008 | Ngô Quỳnh Anh         | 1996     | 1,72 m (5 ft 7+1⁄2 in) | Thái Bình  |         |
| 2   | 024 | Nguyễn Thị Lan Anh    | 1997     | 1,74 m (5 ft 8+1⁄2 in) | Vĩnh Phúc  |         |
| 3   | 035 | Nguyễn Thị Phương Anh | 1995     | 1,69 m (5 ft 6+1⁄2 in) | Quảng Ninh |         |
| 4   | 077 | Tô Thị Vân Anh        | 1994     | 1,71 m (5 ft 7+1⁄2 in) | Thái Bình  |         |
| 5   | 080 | Văn Thị Diễm          | 1995     | 1,71 m (5 ft 7+1⁄2 in) | Thanh Hóa  |         |
| 6   | 086 | Thân Thanh Giang      | 1996     | 1,71 m (5 ft 7+1⁄2 in) | Hà Nội     |         |
| 7   | 120 | Hoàng Thị Thu Hồng    | 1997     | 1,66 m (5 ft 5+1⁄2 in) | Hà Nội     |         |
| 8   | 126 | Nguyễn Khánh Huyền    | 1993     | 1,75 m (5 ft 9 in)     | Thanh Hóa  |         |
| 9   | 158 | Trần Thị Minh Minh    | 1997     | 1,71 m (5 ft 7+1⁄2 in) | Nghệ An    |         |
| 10  | 164 | Lê Thị Hồng Minh      | 1995     | 1,70 m (5 ft 7 in)     | Quảng Ninh |         |
| 11  | 210 | Phạm Minh Phụng       | 1997     | 1,72 m (5 ft 7+1⁄2 in) | Hà Nội     |         |
| 12  | 222 | Võ Thị Thảo           | 1994     | 1,71 m (5 ft 7+1⁄2 in) | Nghệ An    |         |
| 13  | 277 | Nguyễn Thị Thơm       | 1994     | 1,68 m (5 ft 6 in)     | Nghệ An    |         |
| 14  | 310 | Trần Thị Ngọc Trâm    | 1995     | 1,73 m (5 ft 8 in)     | Nghệ An    |         |

### Top 30 thí sinh chung khảo phía Nam
| STT | SBD | Họ tên                  | Năm sinh | Chiều cao              | Quê quán   | Ghi chú |
| --- | --- | ----------------------- | -------- | ---------------------- | ---------- | ------- |
| 1   | 006 | Thái Thùy Dung          | 1995     | 1,73 m (5 ft 8 in)     | Đà Nẵng    |         |
| 2   | 028 | Nguyễn Thị Mỹ Duyên     | 1994     | 1,70 m (5 ft 7 in)     | Bến Tre    |         |
| 3   | 042 | Trần Minh Như Hoa       | 1996     | 1,72 m (5 ft 7+1⁄2 in) | Đắk Lắk    |         |
| 4   | 079 | Lê Thị Hương Lài        | 1994     | 1,71 m (5 ft 7+1⁄2 in) | Phú Yên    |         |
| 5   | 084 | Nguyễn Thiếu Lan        | 1997     | 1,71 m (5 ft 7+1⁄2 in) | Đồng Nai   |         |
| 6   | 099 | Nguyễn Thị Mỹ Linh      | 1995     | 1,68 m (5 ft 6 in)     | Quảng Ngãi |         |
| 7   | 136 | Lê Thị Minh Mẫn         | 1996     | 1,70 m (5 ft 7 in)     | Hà Tĩnh    |         |
| 8   | 149 | Trần Thị My             | 1997     | 1,69 m (5 ft 6+1⁄2 in) | Bạc Liêu   |         |
| 9   | 167 | Nguyễn Thị Ngọc Phi     | 1993     | 1,72 m (5 ft 7+1⁄2 in) | Huế        |         |
| 10  | 177 | Đặng Thị Nguyệt Tiên    | 1996     | 1,70 m (5 ft 7 in)     | Cà Mau     |         |
| 11  | 186 | Nguyễn Lương Kiều Thanh | 1995     | 1,67 m (5 ft 5+1⁄2 in) | Tiền Giang |         |
| 12  | 264 | Nguyễn Đoan Thục Trang  | 1995     | 1,75 m (5 ft 9 in)     | Huế        |         |

## Phần thi ứng xử

### Phạm Thủy Tiên
- Câu hỏi: "Làm sao để trong thời đại toàn cầu hóa, người con gái Việt Nam có thể hội nhập tốt mà vẫn giữ được vẻ đẹp riêng của mình?"
- Trả lời: "Em nghĩ rằng, mọi vấn đề đều có mặt tích cực và tiêu cực. Vì vậy, trong thời đại toàn cầu hóa, là một người con gái Việt Nam, em nghĩ mình nên phát huy những điều tích cực và giảm thiểu những điều tiêu cực. Tuy nhiên, điều quan trọng ở đây là phải lưu giữ được những giá trị cốt lõi của văn hóa dân tộc."

### Huỳnh Thị Thùy Dung
- Câu hỏi: "Start-up (Khởi nghiệp) hiện nay được nhiều bạn trẻ nhắc đến, vậy theo bạn danh hiệu trong cuộc thi Hoa hậu có phải là cơ hội để người đẹp khởi nghiệp hay không?"
- Trả lời: "Khi đến với cuộc thi, những bạn thí sinh đã thể hiện rất tốt và vượt qua chính bản thân mình. Vì vậy, dù có đạt được danh hiệu Hoa hậu hay không, thì việc bước ra từ cuộc thi HHVN cũng chính là cơ hội để các bạn thí sinh khởi nghiệp, gặt hái thành công cho chính mình và chứng tỏ bản thân trong cuộc sống thực tại."

### Đỗ Mỹ Linh
- Câu hỏi: "Nhiều bạn trẻ lấy việc làm việc hết mình, hưởng thụ tối đa làm phương châm sống. Bạn có đồng tình với phương châm đó không?"
- Trả lời: "Nếu có thể, em muốn thay từ "Hưởng thụ" ấy thành từ "Tận hưởng", bởi vì khi bản thân đã làm việc hết mình, thì ta nên có sự tận hưởng xứng đáng với những công việc mà mình đã làm."

### Đào Thị Hà
- Câu hỏi: "Hiện có nhiều cuộc thi sắc đẹp, nhiều người đẹp đăng quang, nếu trở thành Hoa hậu Việt Nam 2016 bạn làm gì để không bị lẫn hoặc chìm đi giữa họ?"
- Trả lời: "Nếu như đêm nay em được đăng quang, thì đó là điều may mắn, điều vinh dự mà em nhận được. Bởi vì xung quanh em không chỉ có những cô gái đẹp về hình thức mà còn sắc sảo về trí tuệ. Ngôi vị này, vương miện này, mọi người đều mong muốn đạt được. Nếu như được trở thành HHVN 2016, điều đầu tiên em nghĩ đến đó là mình sẽ làm những gì tốt nhất có thể, để xứng đáng với ngôi vị của mình, xứng đáng với những sự kì vọng mà ban giám khảo, tất cả mọi người trao cho em ngày hôm nay."

### Ngô Thanh Thanh Tú
- Câu hỏi: "Cuộc đời không dài vậy tại sao phần lớn con người đều không chọn cách sống an nhàn mà vẫn nỗ lực làm việc hằng ngày?"
- Trả lời: "Bản chất của cuộc sống là luôn vận động và phát triển. Chính vì vậy mà cá nhân mỗi con người, không thể nào không làm việc, không lao động, nếu như vậy thì con người sẽ bị tụt lùi, đào thải khỏi xã hội. Hơn nữa, mỗi người đều phải có trách nhiệm đối với gia đình, xã hội mà mình đang sống. Ta phải lao động, cống hiến để làm cho xã hội, gia đình ngày càng phát triển tốt đẹp hơn."

## Scandal

### Thí sinh rút khỏi cuộc thi
Trước đêm chung kết nửa tháng, thí sinh Nguyễn Thị Thành (Bắc Ninh), xin rút lui vì lý do cá nhân. Có tin trên mạng xã hội, cô rút lui vì bị phát hiện từng phẫu thuật thẩm mỹ. Tuy nhiên, ngày 10 tháng 8, người đại diện truyền thông của cô cho rằng cô bị Ban tổ chức Hoa hậu Việt Nam xử ép, gây áp lực, buộc phải rút lui cuộc thi. Tuy nhiên, Bộ Công an đã vào cuộc điều tra và phát hiện Nguyễn Thị Thành hoàn toàn dựng chuyện nhằm vu khống, bôi nhọ cuộc thi Hoa hậu Việt Nam. Ban tổ chức sau đó quyết định bỏ qua và không truy cứu hình sự.
Thí sinh sáng giá cho chiếc vương miện Lê Trần Ngọc Trân đến từ Huế cũng rút khỏi cuộc thi. Cô bị tố cáo là đi thi chui và đạt danh hiệu á hậu tại cuộc thi Kim Mộc Hỏa Thổ (Hoa hậu Việt Nam Thế giới 2014) tại Nhật Bản. Ngay sau đó, cô bị tước danh hiệu vì bị phát hiện giả mạo chữ ký của cơ quan chức năng. Đại diện ban tổ chức Hoa hậu Việt Nam 2016 nhận đơn rút lui của cô ngày 14 tháng 8. Ngọc Trân thừa nhận đã tham gia cuộc thi Kim Mộc Hỏa Thổ mà không xin phép cơ quan chức năng, và phủ nhận chuyện giả mạo chữ ký.
Thí sinh Nguyễn Thị Ngọc Vân đến từ Hải Phòng không đáp ứng điều kiện "vẻ đẹp tự nhiên" để tham gia cuộc thi và không thể khôi phục hiện trạng ban đầu cho nên cũng bị loại.
Ngoài ra, các thí sinh Phạm Châu Tường Vi (Kiên Giang), Trần Ngô Thu Thảo (Tiền Giang) và Nguyễn Thị Như Thủy (Đà Nẵng) xin rút lui trước đêm chung kết cuộc thi vì những lý do cá nhân khác nhau.

### Về Hoa hậu Việt Nam 2014 Nguyễn Cao Kỳ Duyên
Ngày 11 tháng 7 năm 2016, trước thềm diễn ra đêm chung khảo khu vực phía Bắc, một đoạn clip quay trong quán cafe đã bất ngờ trở thành tâm điểm chú ý và được lan truyền với tốc độ cực nhanh trên mạng xã hội. Đáng chú ý, nhân vật chính trong clip là một cô gái trẻ có ngoại hình khá giống hoa hậu Kỳ Duyên, đang hút thuốc trong quán cafe có sử dụng điều hòa. Trong video, người đẹp ngồi hút thuốc, nói chuyện cùng bạn bè nhưng nhanh chóng giấu điếu thuốc khi phát hiện bản thân bị quay lén.
Ngày 5 tháng 8 năm 2016, báo Tiền Phong, đơn vị thường trực Ban Tổ chức cuộc thi Hoa hậu Việt Nam 2014 và thừa ủy quyền của Hội đồng đại diện của các đơn vị tham gia tổ chức cuộc thi đã ra quyết định kỷ luật bằng hình thức khiển trách với Kỳ Duyên vì hành vi hút thuốc lá nơi công cộng. Theo quyết định này, Kỳ Duyên không bị tước vương miện nhưng tất cả hình ảnh đại diện, ảnh quảng cáo cho cuộc thi Hoa hậu Việt Nam 2016 có hình ảnh của cô sẽ bị gỡ bỏ, cô cũng không được phép tham gia chương trình đồng hành với Vòng chung kết cuộc thi Hoa hậu Việt Nam 2016. Ngoài ra, cô sẽ bị tước quyền trao vương miện cho tân Hoa hậu, thay vào đó trưởng ban tổ chức, tổng biên tập báo Tiền Phong Lê Xuân Sơn và thạc sĩ Phạm Thị Kim Dung, Tổng Giám đốc Công ty Sen Vàng (đơn vị đồng tổ chức cuộc thi) sẽ làm việc này. Đây là lần đầu tiên trong lịch sử Hoa hậu Việt Nam Tân Hoa hậu không được nhận vương miện từ người tiền nhiệm kể từ năm 2012.

## Thông tin thí sinh
- Đỗ Mỹ Linh: Tham gia Hoa hậu Việt Nam 2014 nhưng rút lui trước khi vòng chung khảo khu vực phía Bắc diễn ra vì lý do sức khỏe, Top 15 Hoa hậu Hoàn vũ Việt Nam 2015, Top 40 Hoa hậu Thế giới 2017 cùng các giải thưởng phụ (Hoa hậu Nhân ái, Chiến thắng Thử thách Đối đầu, Top 10 Hoa hậu Truyền thông, Top 10 People's Choice), Á quân Cuộc đua kỳ thú 2019, đại sứ Hoa hậu Thế giới Việt Nam 2019, từng là biên tập viên tại Đài Truyền hình Việt Nam.
- Ngô Thanh Thanh Tú: Có chị gái là Ngô Trà My - Á hậu 1 Hoa hậu Hoàn vũ Việt Nam 2015, được mời tham gia Hoa hậu Quốc tế 2017 nhưng từ chối vì lý do công việc.
- Huỳnh Thị Thùy Dung: Duyên dáng Ngoại thương 2016, Đại diện Việt Nam tham gia Hoa hậu Quốc tế 2017 và đoạt giải thưởng phụ Đại sứ Du lịch Nhật Bản, hiện đang là người dẫn chương trình Chuyện trưa 12 giờ của Đài Truyền hình Thành phố Hồ Chí Minh.
- Đào Thị Hà: Người đẹp Phố biển Cửa Lò 2016, Top 5 Hoa hậu Hoàn vũ Việt Nam 2019, có em gái là Đào Thị Hiền lọt Top 5 Hoa hậu Du lịch Việt Nam 2022 cùng giải phụ Người đẹp Biển, đoạt danh hiệu Á hậu 1 Hoa hậu Thế giới Việt Nam 2023 cùng giải phụ Người đẹp Nhân ái, tham gia Hoa hậu Việt Nam 2024 và dừng chân sau vòng sơ khảo phía Bắc.
- Nguyễn Thùy Linh: Top 40 Hoa hậu Việt Nam 2014, Top 45 Hoa hậu Hoàn vũ Việt Nam 2015.
- Hoàng Thị Quỳnh Loan: Top 70 Hoa hậu Hoàn vũ Việt Nam 2015.
- Trần Thị Thùy Trang: Top 45 Hoa hậu Hoàn vũ Việt Nam 2015, Top 15 Hoa hậu Hoàn vũ Việt Nam 2017.
- Nguyễn Huỳnh Kim Duyên: Top 12 Hoa khôi Áo dài Việt Nam 2014, Hoa khôi Sinh viên Thanh lịch Đại học Nam Cần Thơ 2016, Á hậu 1 Hoa hậu Hoàn vũ Việt Nam 2019, Top 16 Hoa hậu Hoàn vũ 2021 (Thí sinh chiến thắng bình chọn từ khán giả), Huấn luyện viên Tôi là Hoa hậu Hoàn vũ Việt Nam 2022, Á hậu 2 Hoa hậu Siêu quốc gia 2022 (Supra Model Asia và Supra Chat Winner).
- Lê Thị Minh Mẫn: Top 70 Hoa hậu Hoàn vũ Việt Nam 2017.
- Trần Thị My: Hoa khôi Cao đẳng Y tế Bạc Liêu 2016, Top 45 Hoa hậu Hoàn vũ Việt Nam 2019, Top 30 Hoa khôi Du lịch Việt Nam 2020, Top 35 Hoa hậu Du lịch Việt Nam 2022.
- Hoàng Thị Phương Thảo: Hoa khôi Nữ sinh Việt Nam Duyên dáng 2014.
- H'Ăng Niê: Top 6 Hoa hậu các dân tộc Việt Nam 2011 cùng giải phụ Người đẹp có hình thể đẹp nhất, Top 18 Hoa hậu các dân tộc Việt Nam 2013, Top 20 Người đẹp Phụ nữ thời đại qua ảnh 2014, Top 40 Hoa hậu Việt Nam 2014, Top 45 Hoa hậu Hoàn vũ Việt Nam 2015, Top 27 Siêu mẫu Việt Nam 2015 cùng giải phụ Siêu mẫu có hình thể đẹp nhất, Top 15 Hoa hậu Đại dương Việt Nam 2017, Á quân 1 Người mẫu Thời trang Việt Nam 2018, Á hậu 2 Hoa hậu Siêu mẫu Thế giới 2018.
- Nguyễn Bảo Ngọc: Top 70 Hoa hậu Hoàn vũ Việt Nam 2017, Top 15 Hoa hậu Biển Việt Nam Toàn cầu 2018 cùng giải phụ Thí sinh mặc trang phục dạ hội đẹp nhất.
- Trần Minh Như Hoa: Top 39 Hoa hậu Bản sắc Việt Toàn cầu 2016.
- Nguyễn Thị Ngọc Phi: Top 12 Hoa khôi Áo dài Việt Nam 2014.
- Lục Thị Thu Thảo: Á khôi 1 Duyên dáng Ngoại thương Thành phố Hồ Chí Minh 2016.
- Nguyễn Thị Thơm: Top 70 Hoa hậu Hoàn vũ Việt Nam 2015, Top 36 Hoa hậu Biển Việt Nam 2016, Top 45 Hoa hậu Hoàn vũ Việt Nam 2017.
- Nguyễn Thị Như Thủy: Top 5 Hoa hậu Du lịch Việt Nam Toàn cầu 2021 cùng giải phụ Người đẹp Cộng đồng.
- Nguyễn Thị Ngọc Vân: Á khôi 1 Người đẹp Hạ Long 2014 cùng giải phụ Người đẹp ứng xử hay nhất, Top 8 Hoa hậu Các quốc gia 2015, Top 6 Hoa hậu Du lịch phương Đông 2017, Á hậu 1 Hoa hậu Thế giới người Việt tại Pháp 2019 cùng giải phụ Người đẹp Áo dài.
- Huỳnh Thúy Vi: Hoa khôi Sinh viên Cần Thơ 2014, Đại diện Việt Nam tham gia Hoa hậu Châu Á Thái Bình Dương Quốc tế 2018 nhưng không có thành tích gì, đăng quang Người đẹp Du lịch Cần Thơ 2019.
- Nguyễn Thị Thành: Top 45 Hoa hậu Hoàn vũ Việt Nam 2015, Top 15 The Face Vietnam 2016 - team Phạm Hương nhưng rút lui vì lý do cá nhân, Á khôi 1 Hoa khôi Du lịch Việt Nam 2017 nhưng bị tước danh hiệu vì đã can thiệp thẩm mỹ, Á hậu 3 Hoa hậu Sinh thái Quốc tế 2017 và đoạt các giải thưởng phụ (Top 3 Best Eco Dress, Top 5 Miss Sport, Top 10 Miss Talent, Top 15 Best Resort Wear) nhưng không được công nhận danh hiệu, tham gia Hoa hậu Hoàn vũ Việt Nam 2019 và dừng chân sau vòng Sơ khảo.
- Nguyễn Vũ Hoài Trang: Top 70 Hoa hậu Hoàn vũ Việt Nam 2015.
- Lê Trần Ngọc Trân: Tham gia Hoa hậu Người Việt Thế giới 2014 nhưng rút lui trước đêm chung kết vì lý do cá nhân, Người đẹp Du lịch Huế 2015.

## Dự thi quốc tế
| Cuộc thi                             | Tên                    | Danh hiệu        | Thứ hạng       | Giải thưởng đặc biệt                                                                                      |
| ------------------------------------ | ---------------------- | ---------------- | -------------- | --- |
| Miss World 2017                      | Đỗ Mỹ Linh             | Hoa hậu          | Top 40         | Head-to-Head Challenge Winner Beauty with a Purpose Winner Top 10 Multimedia Top 10 People's Choice Award |
| Miss International 2017              | Huỳnh Thị Thùy Dung    | Á hậu 2          | Không đạt giải | Miss Visit Japan Tourism Ambassador                                                                       |
| Miss All Nations 2015                | Nguyễn Thị Ngọc Vân    | Top 36 (Bị loại) | Top 8          | Không |
| Miss Oriental Tourism 2017           | Nguyễn Thị Ngọc Vân    | Top 36 (Bị loại) | Top 6          | Không |
| Miss Vietnam World France 2019       | Nguyễn Thị Ngọc Vân    | Top 36 (Bị loại) | 1st Runner-Up  | Best in Aodai                                                                                             |
| Miss Eco International 2017          | Nguyễn Thị Thành       | Top 36 (Bị loại) | 3rd Runner-up  | Top 3 Best Eco Dress Top 5 Miss Sport Top 10 Miss Talent Top 15 Best Resort Wear                          |
| Miss Asia Pacific International 2018 | Huỳnh Thúy Vi          | Top 36           | Không đạt giải | 1st Runner-up Best National Costume                                                                       |
| Miss World Next Top Model 2018       | H'Ăng Niê              | Top 36           | 2nd Runner-up  | Không |
| Miss Universe 2021                   | Nguyễn Huỳnh Kim Duyên | Top 36           | Top 16         | People's Choice                                                                                           |
| Miss Supranational 2022              | Nguyễn Huỳnh Kim Duyên | Top 36           | 2nd Runner-up  | Supra Model Asia Supra Chat Winner                                                                        |